# Минский маргариновый завод
ОАО «Минский маргариновый завод» (бел. ААТ «Мінскі маргарынавы завод») — белорусское предприятие пищевой промышленности, расположенное в городе Минске. Входит в государственный концерн «Белгоспищепром».

## История
Завод основан постановлением Совета Министров СССР 14 сентября 1946 года. 17 апреля 1951 года предприятие введено в эксплуатацию: была получена первая маргариновая продукция. В 1953 году введён в эксплуатацию майонезный цех.
18 марта 1981 года завод был награждён орденом Дружбы народов.
30 декабря 1993 года предприятие преобразовано в открытое акционерное общество, значительный пакет акций оказался у директора предприятия. В 1990-е годы предприятие было реконструировано с участием венгерских компаний, планировалась организация пивоваренного производства. В 1998 году Александр Лукашенко в публичном выступлении раскритиковал директора предприятия, обвинив в попытке приватизации завода. После его ухода с должности доля государства на заводе была доведена до 82 %. В 2002 году суд возбудил дело о банкротстве завода, был введён защитный период, и до 2008 года предприятие расплатилось с долгами. В 2006—2007 годах завод модернизировал производство, закупив новое оборудование.

## Современное состояние
Завод производит масложировую продукцию (маргарин, спреды, майонез, масло подсолнечное, соусы) под торговой маркой «Золотая капля». В 2015 году было произведено 7,4 тыс. т маргарина и жиров, 6,3 тыс. т майонезных продуктов, 3,6 тыс. т растительного масла, 0,6 тыс. т спредов, сырного продукта, хрена, горчицы, кетчупа. 95,6% продукции поставляется на внутренний рынок Республики Беларусь, основное направление экспорта — Россия. 73,8% продукции было поставлено на потребительский рынок, 26,2% — промышленным предприятиям. В 2015 году предприятие удерживало 38,6% рынка маргариновой продукции в республике и 27,7% рынка майонеза. Мощности предприятия рассчитаны на ежегодное производство 13,7 тыс. т маргарина, 11,3 тыс. т майонеза, кетчупа, хрена и горчицы, 7,1 тыс. т рафинированных фасованных растительных масел.
По состоянию на 2016 год, 94,09556% акций предприятия (526,4 тыс. из 559,4 тыс.) находилось в государственной собственности. Предприятие было внесено в план приватизации на 2011—2013 годы, аналогичные планы были объявлены в 2016 году.